# Elme (buddhizmus)
Az elme vagy tudat a buddhizmusban többféle dologra vonatkozhat: csitta, manasz és vidzsnyána (szanszkrit; dévanágari: विज्ञान) vagy viññāṇa (páli; dévanágari: विञ्ञाण). A buddhizmusban a tudat hatalmas témát ölel fel, ezért egyetlen cikk nehezen képes átfogóan bemutatni ezt a témát.
A világot az elme vezeti,
Az elme nem látja önmagát,
A jó és rossz tett oka az elme.
Mint egy tűzkerék, forog,
Mint a hullámok, mozog,
Mint az erdőtűz, éget,
Mint egy nagy folyó, szétterjed. – Buddha

## Bevezető
A Karma Kagyü iskola úgy jellemzi az elmét, mint egy hatalmas, titokzatos erő, amely a belső és külső világunk teremtője. Az elme állandóan változik, és tudatállapot változásával a világot is megváltozott módokon észleljük. Mi erre kevéssé gondolunk. Úgy teszünk, mintha érzékelésünk elfogulatlan, „tárgyilagos” volna. Azt szoktuk meg, hogy a világot a dolgok világának lássuk, és mindent a dolgok szemszögéből nézzünk, teljesen elfeledkezve a „figyelőről”, a jelenségek észlelőjéről – az elménkről. Csak a megszokott világunk összeomlásával járó nagy lelki megrázkódtatások képesek ebből az együgyű álomvilágból kizökkenteni bennünket.
A karma kagyü iskola megfogalmazása szerint az elme hozza létre a testet és a beszédet. Elménk nélkül sem testünk, sem beszédünk nem létezne, ezért az elme a legfontosabb e három közül. Mindazt, amit teszünk vagy mondunk, megelőzi egy gondolat, egy szándék. Ha például leülünk, előtte arra gondolunk, hogy le kéne ülni, fáradtak vagyunk stb. Könnyen belátható, hogy valamiféle gondolat minden cselekedetet vagy közlést megelőz. Ez még akkor is így van, ha ezt a megelőző gondolatot, szándékot nem tudatosítjuk.
A buddhisták szerint a halállal (szanszkrit és páli - "dzsará" - öregkor és "marana" - halál) nincs vége létünknek, csak a testi életünk ér véget. Testünk megöregszik, beteg lesz, használhatatlanná válik, és egy bizonyos ponton az elme többé nem ragaszkodik hozzá, hanem elhagyja. A halál után elménk folytatja létét, és ha a megfelelő belső adottságok és külső feltételek létrejönnek, talál magának egy új lehetőséget, hogy újra hús-vér testben létezzen. Elménknek a halál utáni, hús-vér test nélküli állapotában elmeteste van, amelyről nem is tudjuk, hogy anyagtalan, ahogy az álmodó sem tudja, hogy álmában nem anyagi testben és világban van. Elmetestünk a múltbeli cselekedeteink visszahatásának kényszerítő ereje – a karma – által sodródik, mint tollpihe a viharban. Ez egy rémálomszerű, zavaros állapot.

## Karma
Minden egyes cselekedetünk lenyomatot hagy maga után az elménkben – ily módon „programozzuk” elménket cselekedeteinkkel. A programok azután elraktározódnak az elmében. Amikor kedvező feltételek adódnak, a lenyomatok szunnyadó állapotukból a felszínre kerülnek, és kényszerítő visszahatást fejtenek ki ránk, a cselekedet elkövetőjére – hasonlóan a számítógép programjához, amely megnyitás után meghatározza a gép működését. A visszahatás minőségét a cselekedet indítéka határozza meg. Az építő, segítő, jó indítékú cselekedet visszahatása a cselekvőnek magának a jövőben egy jó élményt, boldogságot fog okozni, míg egy romboló, ártó szándékú cselekedet elkerülhetetlen visszahatása egy rossz élmény, szenvedés lesz. A múltbeli cselekedetek visszahatásának kényszerítő ereje tehát maga az elme, ahogyan minden gondolat és érzelem is az elme. Mint ahogyan a tenger minden hulláma is víz, vagyis nincs külön hullám, és külön víz, a kettő elválaszthatatlan.
A testet és az újraszületés mikéntjét az elme nem szabadon választja meg, hanem a múltbeli cselekedetek kényszerítő visszahatásainak erejéből, és azoknak megfelelő módon talál magának lehetőséget az újraszületésre.
Amikor az ember meghal, az elméje elhagyja a testét és sodródik tovább. E sodródás hasonlít az álmodó elme sodródásához. Az álmodó elme egy idő után kezd ébredezni, késztetések lépnek fel benne az ébredésre. Ehhez hasonlóan, a halál utáni állapot természetes folyamatában, egy bizonyos pontnál az elmében késztetések lépnek fel az újraszületés módjának megtalálására. Ha a feltételek az elmében jelen vannak hozzá, találhat magának szülőket. Ha előző életei folyamán kellő erejű és tartalmú személyes vonzódás alakult ki benne bizonyos jövőbeli szülőkhöz, és e vonzalom kölcsönös, akkor a kapcsolat létrejön, és a fogantatás megtörténik. Ha nincs ilyen kapcsolat, akkor nem történik meg a fogantatás. Láthatjuk tehát, hogy az első pillanattól fogva az elme hozza létre a testet. 
A fogamzáskor az újraszülető elme egyesül az anyától és az apától kapott anyagi alappal, a megtermékenyült petesejttel, amihez attól kezdve ugyanúgy ragaszkodik, mint előző életében a testéhez. A test kialakulását és növekedését, egészségét vagy esetleges rendellenes fejlődését, betegségét a múltbeli cselekedetek kényszerítő erejű visszahatása irányítja. Az anyaméhben kialakul a gyermek, aki megszületik, majd tovább növekszik, megöregedik, közben néha beteg lesz, végül meghal, halála után a köztes létben sodródik tovább, mígnem újra belép az újraszületés egyik kapuján. Az egészet az elme irányítja, nem tudatosan és szabadon, hanem a múltbeli cselekedetek visszahatásának kényszerítő ereje által. 
Következik mindebből, hogy ha az elménk rendben van, akkor cselekedeteink is rendben lesznek, és azok visszahatásai is jók lesznek számunkra.

## Jellemzés
Először is az elme csak egy név, egy szó. Az elme maga megfoghatatlan, elgondolhatatlan és szavakban kifejezhetetlen, titokzatos és csodálatos. Mégis beszélünk róla, de közben egy pillanatra sem szabad elfelejteni, hogy sem a szó, sem pedig az, amit mondunk róla, nem azonos az elmével. 
A mi használatunkban az elme egy gyűjtőfogalom, mely egész bensőnket jelöli. Beletartozik a tudat, az értelem, de a szív, az intuíció, a lélek is. A Belső Ösvényen az elme fogalmának meghatározása így hangzik: Az, ami a „más”-on, a kivetülésen él. Ennek az a jelentése, hogy az elme nem létezhet az általa észlelt dolgok nélkül – elménk (más szóval énünk) elválaszthatatlan mindattól, amit elménkkel észlelünk (a jelenségektől, vagyis mindattól, ami nem „én” hanem „más”).
Amikor az elméről beszélünk, három dologról van szó: a nyitottságról, a világosságról és a tudatosságról. E három dolog elválaszthatatlan egysége az elme.

### 1. Nyitottság
Az elme lényegét tekintve nyitott és tágas, mint a tér. Ugyanakkor az elme megfoghatatlan is, mint a tér. Nincs benne semmi, ami megfogható, lehatárolt, akadályozó vagy zárt. Nincs alakja, nincs színe, tökéletesen nyitott. A tér megfoghatatlan. Egy szobában a tér a falakig terjed, ám ha leromboljuk a falakat, látjuk, hogy a tér tovább terjed, látjuk, hogy a világűr és a szoba tere egymástól elválaszthatatlan, és nincs se alakja, se színe, egyszerű, nyitott tér. Az elme nyitottsága hasonló a tér nyitottságához.

### 2. Világosság
Az elme lényegileg nyitottság, azonban nem puszta nyitottság, hanem rendelkezik a világosság természetével. Amikor világosságot mondunk, nem fénysugarakról, nem egy fényforrásból áradó fényről beszélünk, hanem az elme belső világosságáról, aminek nincs szüksége semmilyen külső fényforrásra. Az elmében természeténél fogva jelen van a világosság. Egy példa: jelen pillanatban, ezen a helyen vagyunk, de ha más helyre gondolunk, akkor a kép nagyon tisztán, világosan meg fog jelenni. Az álomban is világos van. Ha például azt álmodjuk, hogy napsütötte mezőn sétálunk, akkor világos van. Ez az elme világossága.

### 3. Akadálytalan tudatosság és értelem
A nyitottság és a világosság minősége mellett az elme rendelkezik az akadálytalan tudatosság és értelem minőségével is. Ez teszi lehetővé, hogy képes észlelni és felfogni mindazt, ami a világon van. Például azt mondjuk: ez az ég, ez a föld, ez ilyen vagy olyan szín stb. Az ember képes tudatosítani és megérteni bármit. 
Amikor mindez a három tényező, a nyitottság, a világosság és az akadálytalan tudatosság együtt jelen van, azt hívjuk úgy, hogy elme.

### Az álom példája
Mindhárom összetevő jól megvilágítható az álom példáján keresztül. Az álomban minden megfoghatatlan, pillanatról pillanatra változik, nyomtalanul eltűnik, ez a nyitottság. Az álom képei jól láthatók, világosság van, pedig nincs fényforrás, ez az elme saját világossága. Minden akadálytalanul mozog, az álomképek szabadon változnak, az elme játékának semmi nem áll útjában, ez az akadálytalan tudatosság.

### Az elme mindig létezett
Nem mondhatjuk azt, hogy az elme egy pár hónapig vagy évig fog élni. Az elme lényege nyitottság éppúgy, mint a téré, ezért viszonylagos értelemben véve mindig létezett, kezdettelen idők óta. Az elme mindig volt. Azonban, ha végső természetét kutatjuk, csak nyitottságot, megfoghatatlanságot találunk, ami más szavakkal azt jelenti, hogy az elme a lét és a nemlét fogalmain túl van. Elménknek köszönhetően megszámlálhatatlan életet éltünk már, és megszámlálhatatlan életet fogunk élni ezután is. Mindezekért az életekért az elménk a felelős.

## Születés, élet, halál
Születés, élet, halál – mind az elménkben játszódó látszat és káprázat tüneménye. Cselekedeteink kényszerítő visszahatásának erejéből úgy gondoljuk és érezzük, hogy emberi lények vagyunk, emberi testünk van, és emberi életet élünk. Így születtünk ebbe az életbe, majd egyszer az élet látszattüneményei megváltoznak, átadják helyüket a halál látszattüneményeinek, hasonlóan ahhoz, amikor az ébrenléti állapot látszattüneményei átalakulnak az álom tüneményeivé. A halálkor a test és az elme elkülönül. 
A születés, élet és halál az elmében játszódik le.
Először, mivel nem ismerjük fel az elme megfoghatatlan nyitottságát, és mivel ragaszkodunk az énünk érzetéhez, elménkben káprázatok és tünemények tűnnek fel, amelyekből kialakulnak egyfelől az anyagtalan elme, másfelől pedig az anyagi test és világ képzetei és érzetei – ez a születés. Később, ebben az állapotban kellemetlen tapasztalások lépnek fel – ami a betegség. Amikor a testet alkotó erők leromlanak, fellép az öregedés. Végül a test és az elme szétválik – ami a halál.

## Az öt erő

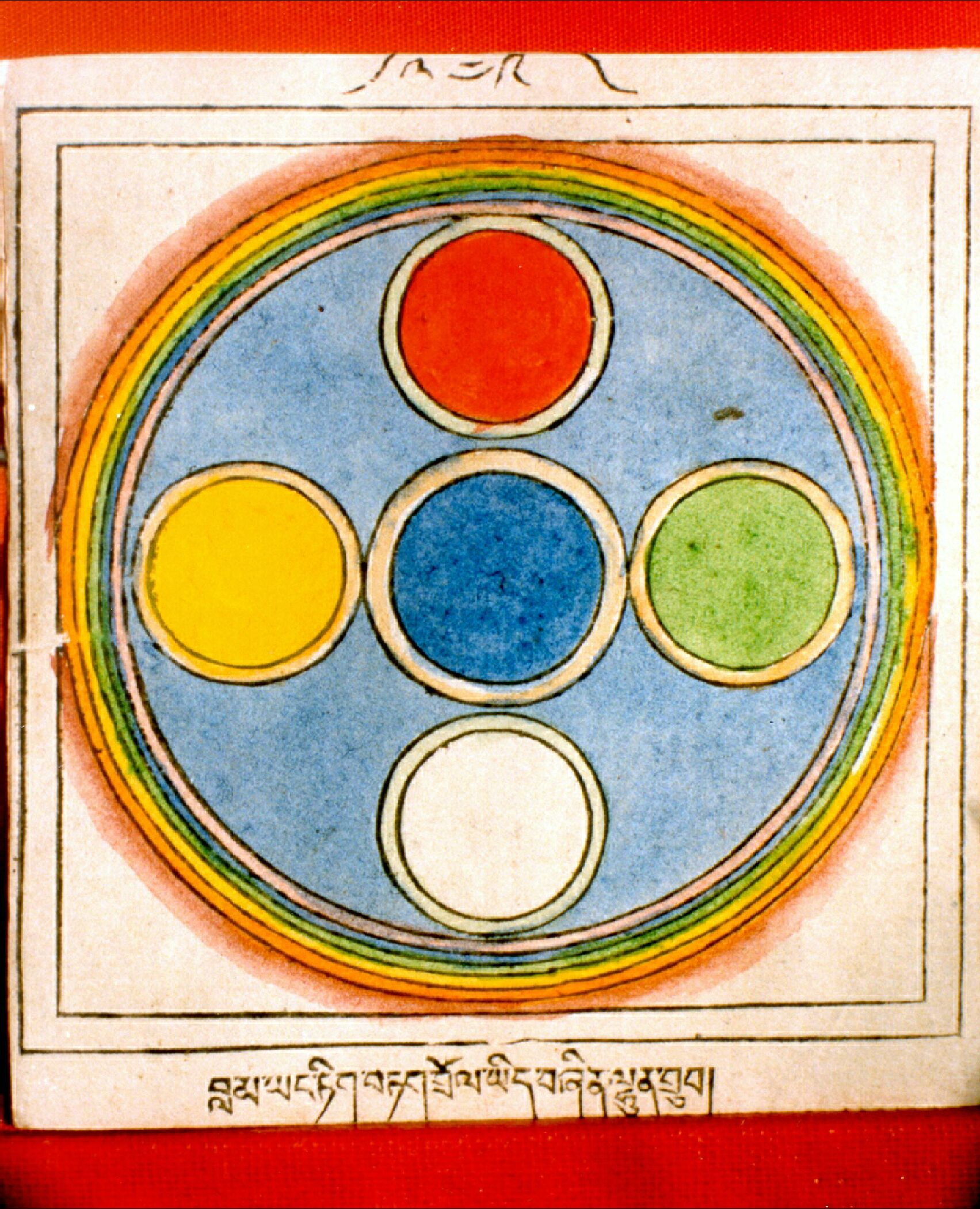
Az Öt Erő

Mindez annak a ténynek a következménye, hogy az elme az öt erő természetével rendelkezik. Az öt erő a föld, a víz, a tűz, a levegő és a tér. 
Hogyan lehetséges, hogy a nyitottság természetű elme az öt erő természetét is birtokolja? 
Ezt meg lehet magyarázni:
Az elme lényege a nyitottság, minden szín és alak nélkül – ez a tér erő megjelenése az elmében. Az elme folytonosságát a születés és a halál nem szakítja meg – ez a víz erő megjelenése az elmében. Az elme nem csupán tompaság és sötétség, hanem világosság is van benne, a tudatosság és megértés képessége – ez a tűz erő megjelenése az elmében. Az elmében a boldogság és boldogtalanság váltakozó érzései lépnek fel, mindenfajta változó gondolatokkal. Az elmének ez a mozgása a levegő vagy szél erő megjelenése az elmében. A földön virágok és növények nőnek, amelyek mind a földből fejlődnek és nőnek ki. Ugyanúgy az elmében, az elme tisztátalan állapotában mindenféle zavaros gondolatok, érzelmek, élmények, az elme mérgei teremnek; amikor pedig az elme tiszta állapotában van, a megvilágosodáshoz vezető állapotok, ösvények és megvalósítási szintek tűnnek fel benne. Mivel mindezek alapja, termőtalaja az elme, ez nem más, mint a föld erő megjelenése az elmében.
Ha valaki igazán megismerte az elme természetét és az öt erő természetét, akkor elérte a tisztaság állapotát. Ebben az állapotban úgy ismerjük fel az öt erőt, mint az öt női buddhát. Az én-tudat öt alkotóelemét pedig az öt buddhaként látjuk meg.

### Az öt külső, közbülső és belső erő
Külső környezetünkben az öt erő úgy létezik, mint a világot alkotó öt elem: föld, víz, tűz, levegő és tér. A testünkben öt közbülső erő van. A testben a föld a csontok és a hús, a víz a vér és a nedvek, a tűz a test hője, a levegő a lélegzet és a mozgás, a tér pedig egyfelől a testben levő összes üreg és csatorna, amin keresztül a vér és a nedvek folynak, másfelől pedig a tudat. Az öt belső erő az elme fentebb leírt természete.
Az elmében működő öt belső erő okozza a testben működő öt közbenső erő keletkezését, amely pedig a külső környezetben megjelenő öt erő forrása. Így az erők egymástól függésben keletkeznek, és folytonosság van közöttük. Más szóval, az erőknek vannak finomabb és durvább megjelenéseik, s a belső, közbülső és külső erők egymástól elválaszthatatlanok, mivel egyazon erőnek a különböző megnyilvánulásai. Mindig a finomabb erő hozza létre a durvábbat. A legfinomabb az elme, amely létrehozza a testet, aminek közbülső finomsága van, a test pedig létrehozza a külső világot, ami az erők legdurvább megjelenési alakja.

### Az elme és az erők igaz természete
Ha valaki ismeri az elme igaz természetének három tulajdonságát, akkor az ő számára a nyitottság az igazság teste, a világosság a boldogság teste és a tudatosság a jelenés teste. Az igazság teste a megvilágosultak szelleme, a boldogság teste a megvilágosultak beszéde, a jelenés teste pedig a megvilágosultak teste. Ha valaki ismeri az öt külső, közbülső és belső erő igaz természetét, akkor számára azok úgy fognak megjelenni, mint az öt bölcsesség, az öt buddha család, a férfi és női buddhákkal, a megvilágosodott szellem hőseinek és az égjáró tündéreknek kíséretével.

## A nemtudás
Ha valaki nem ismeri az elme igazi természetét, akkor a nemtudás (szanszkrit: avidjá, tibeti fonetikus: ma rigpa) állapotában van. Tudatlannak lenni az elme természetéről ugyanolyan, mint amikor valaki nem tud valamilyen tárgy létezéséről, nem ismeri, sosem látta, nem tudja milyen, és nem is tud róla semmit. Ez az alapvető nemtudás. 
Amikor valaki nem ismeri fel az elme nyitottság, világosság és akadálytalan tudatosság természetét, annak a zavaros elméjében megszületik a három sárkány úr, a tisztátalan test, beszéd és elme urai, akik nem mások, mint az elme három mérge: az ellenszenv, a ragaszkodás és a nemtudás zavaros érzelmei.
Az alapvető nemtudás következménye az, hogy nem vagyunk tudatában elmúlt és jövő életeinknek, nem emlékszünk azokra az életekre, amelyeket már leéltünk, és semmit sem tudunk arról, hogy jövő életeink milyenek lesznek. Az alapvető nemtudás megmutatkozik abban, hogy képtelenek vagyunk észlelni, tudatosítani magunkban eddigi életeinket, beleértve azt is, amelyben most élünk. Hogyan is emlékezhetnénk előző életeinkre, amikor arra sem igen emlékezünk, mit reggeliztünk ma vagy tegnap. Ugyancsak az alapvető nemtudás következménye az is, hogy nem tudjuk, hogy jelenlegi zavaros tudatállapotunkból fel lehet ébredni.

## A kényszerű lét köre – szamszára
A nemtudás zavaros állapotában tűnik fel elménkben a kényszerű lét körének hat világa: a gyűlölet erejéből feltűnnek a poklok (naraka), a ragaszkodásból az éhező szellemek (Éhes szellemek), a nemtudásból az állatok, a kételyből az emberek, az irigységből a félistenek (aszúra), és a gőgből az istenek világai (déva). A hat világgal, amelyek a bensőnkben lejátszódó különböző tudatállapotok, részletesen foglalkozik a Belső Ösvény tanítása.
Így keletkezik a halál és a születés átélésén keresztül a zavaros elmében a kényszerű lét köre (lásd még: 12 oksági láncolat) – amely nem a külső világban található, hanem egy belső élmény, egy tudatállapot, maga a zavaros tudat.

## A halál utáni köztes lét – bardo
A Bardo tödol (Wylie:Bar-do thosz-grol vagy Bar-do thosz-grol Chenmo, teljes leírásban Bar di'i gdams pa thos pa tsam gyis grol ba, azaz „Bardo útmutatás, amelynek puszta hallatán elérhető a megszabadulás”) vagy ismertebb nevén a Tibeti halottaskönyv, „A hallás által megszabadító bardo útmutatás nagykönyve” egyike a Tibetben ismert, a köztes lét (bardo) állapotaiból való megszabadulást elősegítő misztikus szöveggyűjteményeknek. A Bardo tödol halotti szertartáskönyv, amely a tibeti buddhizmus, elsősorban annak nyingma rendjének halállal kapcsolatos hiedelmeit, ismeretanyagát tartalmazza. A szertartás szerint a haldoklás kezdetétől a halál bekövetkeztén keresztül az azt követő időszak (köztes lét, bardo) során mintegy negyvenkilenc napig olvassák fel a haldoklónak, hogy utat mutassanak az újjászületések körforgásából (szanszára) való megszabadulásra. A felolvasás folyamata független attól, hogy maga a test milyen állapotban van ez alatt az időszak alatt, fizikai valójában létezik-e vagy már elhamvasztották. A tibeti buddhizmus szerint a tudat mindaddig jelen van, amíg nem dőlt el véglegesen az újjászületés mikéntje, az új test minősége.
A karma kagyü irányzat szerint mostani életünk előtt egy másik életet éltünk, és amikor az előző életünk a halálunkkal véget ért, minden érzékünk, beleértve magát a tudatunkat is leállt, megszűnt, és az öntudatlanság állapotába kerültünk, ami a nemtudás állapota. Ez az állapot a halál után három napig tart. Amikor valaki kikerül ebből az öntudatlan állapotból az olyan, mint amikor alvás után felébred. Ekkor az elmében fénysugarak tűnnek fel. A Belső Ösvény Gyémánt Út tanításai ezt a fényt, mint az öt különböző színű fénysugarat írják le. Ezek a fények a saját elménkből erednek. Mindez csak pillanatokig tart és nem tovább. Ahogy az öt fény erősödik, az öt erővé válik, a földdé, a vízzé, a tűzzé, a levegővé és a térré. Ekkor az elme képessé válik a dolgok felismerésére. Felismeri a földet, a szelet, a tüzet, a vizet, a teret, felismeri mind az öt erőt. Az öt erő ilyetén felfogásával megszületik a tudat. A tudat – ami észlel – és az általa észlelt jelenségek együtt, kölcsönös függésben jelentkeznek. Az „én” érzete nincs a „más” érzete nélkül, ahogyan ég sincs föld nélkül. Amint észrevesszük, hogy van föld, tűz, víz, levegő és tér, elkezdünk így gondolkozni: „lezuhanok ebbe a térbe, elmerülök ebben a vízben, megéget ez a tűz”. Ekkor úgy érezzük, valódi testünk van, de igazából ekkor még nincs valódi, hús-vér testünk, csak egy névleges alakunk. Ebben az állapotban rendelkezünk tudatossággal, vannak élményeink, érzéseink és gondolataink, s bár még nincs semmilyen szilárd testünk vagy alakunk – nincs agyunk, nincsenek idegeink, érzékszerveink – az elménkben már kialakultak az érzékelési képességek. Ezért képesek vagyunk már látni, hallunk hangokat, érzünk illatokat stb. Minden érzékelési képességgel rendelkezünk ahhoz, hogy észrevegyük a látványt, a hangokat, az ízeket, az illatokat és a tapintható tárgyakat. Amikor ez a hat érzékelési képesség jelen van, a kapcsolat következik. A kapcsolat azt jelenti, hogy az érzékelési képességeink által érzékeljük a tárgyakat. A tárgyak érzete a kapcsolat révén jelenik meg a tudatban.

### A létesülés
A létesülés a halál és az újraszületés közti állapot szakasza. A haláltól az újraszületésig eltelhet egy vagy több hét, de nem több mint negyvenkilenc nap. A létesülés szakaszában káprázatok tűnnek fel. Ezek a káprázatok a múltban elkövetett cselekedetek kényszerítő visszahatásaitól függően lehetnek kellemesek vagy kellemetlenek. A múltbeli jó cselekedetek eredményeképpen kellemes káprázatokat élünk át, míg a rossz cselekedetek nyomán rémületes és ijesztő élményeink lesznek. Ebben a szakaszban még mindig csak szellemtestünk van, amit semmi sem akadályoz. Például, ha ebben az állapotban valaki azt képzeli, hogy Indiában van, azonnal ott terem, ha viszont azt képzeli, hogy egy másik világban van, akkor egy szempillantás alatt ott terem. Ez a szellemtest semmilyen korlátot nem ismer. 
Az előző életből áthozott szokások és ragaszkodások erejéből ekkor úgy érezzük, hogy azok vagyunk, akik az előző életünkben voltunk. Láthatjuk előző életünkbeli otthonunkat, és úgy érezhetjük, hogy „ez az én otthonom, ez az én családom, és ezek az én tulajdonaim”. Ahogy hozzátartozóinkra gondolunk, azonnal ott is termünk mellettük, és megpróbáljuk üdvözölni őket, de ők nem látnak minket, és nem válaszolnak. Beszélünk hozzájuk, és ők hátat fordítanak. Ezek nagyon fájdalmas és megrendítő tapasztalatok. Van, akit ez annyira felkavar, hogy elönti a düh, és vannak olyanok, akik ekkor rádöbbenek arra, hogy meghaltak, amitől annyira megrémülnek, hogy eszméletüket vesztik. A létesülés szakaszában csak szellemtestben létezünk, de ezt nem tudjuk, éppúgy, ahogy az álmodó sem tudja, hogy nem a valódi testében van. Az élmények így valóságosnak hatnak. 
A halál pillanatától kezdve a zavaros elménk így építi fel az énünk érzetét, hús-vér test nélkül. Énünknek a köztes létben semmi anyagi alapja nincs, mégis rendelkezik egészen kifejlett érzékelési képességgel. Még az érzékei is működnek – ugyanúgy, mint az álmodónak – pedig nincs teste, és nincsenek valódi érzékszervei. Van tudata és gondolkozik, pedig nincs agya. Lát, hall, szagol, tapint, pedig nincs anyagi teste, nincsenek érzékszervei, csak a tudatban kialakult érzékei. Kapcsolata van tárgyakkal, amelyek szintén az elme teremtményei. Az itt már teljesen kifejlett énünk agy és anyagi test nélkül tapasztal, érez és gondolkozik.
Miután már kapcsolódik a tárgyakhoz és a világhoz, a szellemtestben lévő lény ezután belép a létezés hat birodalma egyikének a kapuján – amelyek ugyancsak az ő elméjében öltenek alakot. Ha emberként fog megszületni, akkor kapcsolódik az apától és anyától kapott testi alaphoz, egy megtermékenyített petesejthez. Ez a fogantatás pillanata, az új élet kezdete. Ekkor már látja jövendő szüleit, szeretkezés közben, és jövendő életének színhelyei is megjelennek előtte. Amikor szüleit látja, erős gyűlöletet érezhet az apja, és vonzódást az anyja iránt, ami azt jelenti, hogy fiú lesz. Ha pedig az anyát gyűlöli és vonzódik az apához, akkor lány lesz.

## Újjászületés
Az újjászületés a buddhizmusban egy tudomány, amely leírja, hogy a tudat (Pali: vidzsnyána) vagy tudatfolyam (páli: viññana-sotam, szanszkrit:  vijñāna-srotām, vijñāna-santāna, vagy citta-santāna) halálkor (vagy az "aggregátumok egymásba olvadásakor") hogyan válik az újbóli egyesülés egyik kiváltó okává. Az új személyben létrejövő tudat, se nem azonos, se nem teljesen különböző mint az elhunyté, azonban a kettő okozati kontinuumot vagy tudatfolyamot alkot. Az újjászületés függ a korábbi életek karmáitól (a test, beszéd és tudat általi cselekedetek). A jó karmák üdvösebb, míg a rossz karmák kevésbé üdvös újjászületést eredményeznek. Ennek az alapvető oka az, hogy a tudat megragad a nemtudásban és nemtörődésben (páli: avijja, szanszkrit: avidya): a nemtudás kigyomlálása után az újjászületés megszűnik. A soha le nem szálló fénysugárhoz szokás hasonlítani azt, hogy ilyenkor mi szokott történni.
A karma kagyü irányzatban a következőképpen magyarázzák ezt a folyamatot: „A nem anyagi elme és az anyagi test összekerülése és összekapcsolódása az egyik legfontosabb lépés az újraszületés folyamatában. Az elme – ami megfoghatatlan, de létezik – önmagában nagyon finom, ám gondolatok és érzések játszódnak le benne, amelyeket az elme teremt, és amelyek már egy fokkal durvábbak, mint az elme maga. Ezek az elme termékei, és úgy viszonyulnak az elméhez, mint a felhők az éghez. Maga az ég áttetsző, megfoghatatlan, végtelen és alak nélküli. Ám az égen megjelennek a felhők, amelyek már nem annyira finomak, mint az ég – a felhők az ég durvább megnyilvánulásai. A gondolatok és érzések korlátozottak, mint a felhők, van kezdetük, végük, alakjuk stb. Az elmének magának nincs kezdete, nincs vége – mint az égnek. A gondolatok a nemtudás megnyilvánulásai, ez okozza a korlátozottságukat.”

### A fogantatás és a magzat fejlődése
A karma kagyü irányzatban a következőképpen magyarázzák a fogantatást és a magzat fejlődését:
A világegyetem legfinomabb erői alkotják a testi lét legfinomabb erőit. A világegyetem legfinomabb erői képesek kapcsolatot létesíteni és fenntartani az elme durvább megnyilvánulásaival, a gondolatokkal és az érzelmekkel. A finom egyetemes erő egyesül a gondolatok és érzelmek erőivel a múltban elkövetett cselekedetek visszahatásának kényszerítő ereje által. A lény ezzel belép az első anyagi testiség állapotába. Ezt az első anyagi testiséget „folyékony testként” ismerjük. A folyékony test fokozatosan megszilárdul – kialakul a magzat. Így vet az elme fészket a testben. Rendes körülmények között a folyadéktest huszonkilenc nap alatt megszilárdul. Huszonkilenc nap múltán a világegyetem erői, a múltban elkövetett cselekedetek visszahatásának kényszerítő erői, valamint a szellemi, gondolati és érzelmi erők, mind összesűrűsödnek ennek a kicsit megszilárdult folyadéktestnek a közepén. Olyan ez, mint a forgószél közepe. Mind a magzat, mind az ember fejlődésében a cselekedetek visszahatásának ereje a döntő, amely már a fogantatásnál is a legfontosabb tényező, mert nélküle nincs fogamzás. 
A hús-vér test kialakulása a folyadéktestből azzal kezdődik, hogy kialakul a testben keringő erőszelek középső csatornája. Ez később a törzs közepében helyezkedik el. Minden érzék a test közepében sűrűsödik, a végtagok bár lényegesek, nem életfontosságúak. Minden további erőszélcsatorna a középső csatornából fejlődik ki. Ezeknek mind különböző finomságú megnyilvánulásaik vannak. Vannak anyagi megnyilvánulások, ilyen a gerincvelő, az idegek, az agyvelő, az erek; és vannak ennél finomabb erőpályák, csatornák, amelyeket nem lehet anyagi eszközökkel kimutatni. Mindezek a dolgok az egyetemes erők, a cselekedetek visszahatásának erői, és a gondolati-érzelmi erők mozgása által fejlődnek ki. Az erő mozog a folyadéktestben, és mozgásának megfelelően kialakítja, mintegy kitapossa a különböző erőpályákat, hasonlóan az őzekhez, melyek csapásokat taposnak ki az erdőben. Így a mozgás nyomán kialakul az alak.
Ami megszületik, meg is hal. Amikor az elme elhagyja a testet, azt hívják halálnak. A halál a test halála, nem az elméé. Az elme sohasem hal meg, mindig folytatja létét.

### Belső világosság és külső világosság
A karma kagyü irányzat magyarázata szerint mindenki a saját elmeországában él, azaz saját elméjének a terében. Ebben a térben az elme saját világossága ragyog. Kétféle világosság van, belső és külső. Az elme belső világossága teremti a külső világosságot, a külső világosság pedig nem más, mint a világ, a jelenségek. Mindez azt jelenti, hogy mind az elme, mind pedig a világ fénytermészetű.
Ez a megvilágosult bölcsesség tükröződik „világ” szavunkban. A világ szó egyik jelentése a külső jelenségvilág, a nagyvilág. Ugyanakkor a világ fényt is jelent – azt mondjuk: szemünk világa; világot gyújtunk stb. 
Az elmének ragyogása van, és e ragyogás révén születik meg a jelenségvilág. A közönséges gondolkodás ezt épp fordítva képzeli el, nagyjából úgy, hogy a tárgyakról visszaverődő, külső forrásból jövő fény a szemen és az idegeken keresztül eljut az agyba. Azonban ez a szemlélet nem tudja megmagyarázni, hogyan látunk álmunkban, ahol nincs tárgy, nincs napfény, nincs fénysugár, nincs szem, nincs látóideg, nincs semmi, csak tudat van. Ennek a téves szemléletnek a végső eredménye az, hogy az elme számunkra egy homályos származékká fokozódik le, egy szolgává, amelyet mindig csak eszközként használunk. Minden van, mindent lehet tanulmányozni és mérni, mindent le lehet írni, csak az vész el a végén, ami mindezt csinálja, létrehozza, és amiben az egész lejátszódik – az elme. Ezzel együtt az igazságot, a szabadságot, az igazi boldogságot és létünk valódi értelmét is elveszítjük, mert mindezeket csak elménk természetének megismerése által tapasztalhatjuk meg.

## Théraváda buddhizmus
A szócikknek ez a szakasza elsősorban a tibeti buddhizmus irodalmi szövegeiből vett meghatározásokra szorítkozik.

### Páli irodalom
Az egész páli irodalomban a tudat (vinnyána) a mentális erőre használt néhány szinonima egyike, amely nélkül a fizikális test élettelen.
Viszont számos páli szövegben a kifejezést szövegkörnyezettől függően pontosabban meghatározott terminológiaként használják. Főleg a beszédek kosarában (Szutta-pitaka) három, egymáshoz kötődő értelemben használják:

(1) az észlelési tartomány (ájatana) kiindulópontja, a "minden" tapasztalásának része (szabba);
(2) a ragaszkodás öt aggregátuma (Szkandha) közül az egyik;
(3) A függő keletkezés (paticcsaszamuppáda) okozati láncszemei) közül az egyik.
Az Abhidhamma-pitaka és a poszt-kanonikus magyarázószövegek 89 fajta vidzsnyánát különböztetnek meg a karmikus következményüktől függően.

#### Az észlelési tartomány alapja
A buddhizmusban a hat észlelési tartomány (páli, szanszkrit: sadájatana) az öt fizikai érzékszervet (mint receptív mezőt) (szem, fül, orr, nyelv, test) és a tudat, valamint az azokkal kapcsolatba hozható tárgyak (vizuális formák, hangok, szagok, ízek, érinthető és mentális tárgyak). A hat észlelési tartományból kiindul néhány mentális tényező - ezek a hatféle tudat vagy tudatosság. (vinnyána-kájá). Az elemzés alapján, a hatféle tudat a szem-tudat (azaz a látás alapján keletkező tudat), fül-tudat, orr—tudat, nyelv-tudat, test-tudat, elme-tudat.
Ebben az értelmezésben például amikor a fül észlelési tartománya és egy hang egyszerre jelen van, akkor fellép az ezzel kapcsolatos tudat. Ezek együttállása (dhátu) – során jön létre a "kapcsolódás", amely azután kellemes, kellemetlen vagy semleges "érzés" megjelenéséhez vezet(het). Ilyen érzésekből alakul ki a "sóvárgás".
"A minden" című beszédben (Szabba-szutta, SN 35.23)  Buddha azt mondja, hogy a hat érzékszerven kívül nincs más.

#### Az aggregátumok
A buddhizmusban a tudat (viññāṇa) az egyik "aggregátum" (páli: khandha; szanszkrit: szkandha), azaz csoportosulás. A többi négy aggregátum az anyagi forma (rúpa), az érzés (vedaná), az észlelés (szannyá) és a szándékos késztetések (szankhára).
A SN 22.79 egyik beszédében Buddha a következőképpen jellemzi a tudatot: 
Szerzetesek, miért mondjátok felfogásnak (szandnyá)? Mert felfog, ezért mondják felfogásnak. És mit fog fel? Kéket, sárgát, pirosat, fehéret...
Szerzetesek, miért mondjátok meghatározottságoknak (szanszkárák)? Mert meghatározottá tesznek, ezért mondják
meghatározottságoknak. És mit tesznek meghatározottá? A formát, hogy az „forma” legyen
Szerzetesek, miért mondjátok tudatnak (vidnyána)? Mert tud, az érzetet, hogy az „érzet” legyen, az észlelést, hogy az „észlelés” legyen, a tudatot, hogy az „tudat” legyen..., ezért mondják tudatnak. És mit tud? Hogy savanyú
, keserű, csípős, édes, fanyar, nem fanyar, sós, sótlan...
Mind az öt aggregátum alapvető természete az üresség, azaz okok (hetu) és kondíciók (paticcsa) függvényében keletkeznek és múlnak el. Ebben az értelmezésben a tudat keletkezésének oka az egyik aggregátum keletkezése (fizikális vagy mentális) és ugyanígy, a tudat keletkezése által keletkezik egy vagy több mentális aggregátum. Így az aggregátum modell által beazonosított okozati lánc megegyezik a függő keletkezésben szereplő függőségi láncolat modelljének.

#### Függő keletkezés
| Tévelygés       |
| ↓               |
| Késztetések     |
| ↓               |
| Tudatosság      |
| ↓               |
| Név és forma    |
| ↓               |
| Hat érzékszerv  |
| ↓               |
| Kapcsolódás     |
| ↓               |
| Érzés           |
| ↓               |
| Sóvárgás        |
| ↓               |
| Ragaszkodás     |
| ↓               |
| Létesülés       |
| ↓               |
| Születés        |
| ↓               |
| Öregkor / halál |
|                 |

A tudat (viññāṇa) a függő keletkezésben szereplő tizenkét nidána közül a harmadik.  A függő keletkezés értelmezésében a különböző kanonikus beszédek másféle tudatot különböztetnek meg.  Hagyományosan a következő értelmezésekben szerepel a vidzsnyána kifejezés:
- mentális késztetések által kondicionált tudat (szankhára);
- egymástól függő tudat és tudat-test (námarúpa)
- életerőként működő tudat, amely átvisz az újjászületések során.

Az avidjá a függő keletkezés tizenkét oksági láncolatában az első — a sorozat a karmikus folyamatot ábrázolja, amely az érző lényeket a szamszárában tartja (létforgatag).
Ácsán Szucsitto magyarázata szerint a függő keletkezés folyamata a tévelygéssel kezdődik (avidjá), amelyet a buddhista ikonográfiában vak vagy bekötött szemű emberként ábrázolnak. Ez a szenvedéshez (dukkha) vezető buszút sofőrje. Az emberek olykor pejoratív értelemben veszik a tévelygést, holott az egyszerűen az ismeret hiánya - a négy nemes igazság tudásának hiánya. Amíg a tévelygés állapota fennáll, addig a tudat folyton keresi a kielégítő állapotot és amikor ezt nem találja, akkor csalódik. A zsák csilit falatozó emberhez szokás hasonlítani, akitől amikor megkérdezik, hogy miért teszi, azt feleli, hogy keresi köztük az édeset. Ez a tévelygés.
A théraváda Abhidharma részét képező Patthana elemzi a tudat különböző állapotait és azok szerepét. A tudatállapotokat pozitív, negatív és semleges állapotokra osztották fel a karma szempontjából. Összesen 89-féle tudatot különböztetnek meg, amelyből 54 tartozik az érzéki világok létsíkjába,  15 a "finom anyagok", 12 az "anyag-nélküli" létsíkba és nyolc természetfeletti (nirvánával kapcsolatos).
Egészen pontosan egy vidzsnyána a koncepcionális tudat egy momentuma, és az általános mentális aktivitásunkat vidzsnyánák folyamatos láncolata alkotja.

## Külső hivatkozások
- Magyarországi Karma Kagyüpa Buddhista Közösség